# Classe W et Z
Pour les autres classes de navires du même nom, voir Classe W.
La classe W et Z est une série de 16 destroyers construite pour la Royal Navy pendant la Seconde Guerre mondiale.

## Conception
Commandés en 1941, les navires ont été ordonnés dans le cadre du Programme d'Urgence de Guerre (en), également connu sous le nom de 9e et 10e Flottille d'Urgence. La classe W et Z suivait la classe U et V, identiques en tout sauf quelques détails d'armement.

## Les bâtiments

### Les destroyers du groupe W
| Navire     | Chantier naval                  | Lancement         | Fin de carrière                                                      | Photo |
| ---------- | ------------------------------- | ----------------- | -------------------------------------------------------------------- | ----- |
| Kempenfelt | John Brown & Company, Clydebank | 8 mai 1943        | Vendu à la Marine yougoslave en 1956 et démoli en 1971               |       |
| Wager      | John Brown & Company, Clydebank | 1er novembre 1943 | Vendu à la Marine yougoslave en 1956 et démoli en 1971               |       |
| Wakeful    | Fairfields, Govan               | 30 juin 1943      | Démoli en 1971                                                       |       |
| Wessex     | Fairfields, Govan               | 2 septembre 1943  | Vendu à la Marine sud-africaine en 1950 et démoli en 1978            |       |
| Whelp      | Hawthorn Leslie, Hebburn        | 3 juin 1943       | Vendu à la Marine sud-africaine en 1953 et démoli en 1976            |       |
| Whirlwind  | Hawthorn Leslie, Hebburn        | 30 août 1943      | Coulé comme cible en 1974                                            |       |
| Wizard     | Vickers-Armstrong, Barrow       | 29 septembre 1943 | Démoli en 1967                                                       |       |
| Wrangler   | Vickers-Armstrong, Barrow       | 30 décembre 1943  | Vendu à la Marine sud-africaine en 1957 et coulé comme cible en 1976 |       |

### Les destroyers du groupe Z
| Navire  | Chantier naval                        | Lancement        | Fin de carrière                                                                                             | Photo |
| ------- | ------------------------------------- | ---------------- | --- | ----- |
| Myngs   | Vickers-Armstrong, Tyneside           | 31 mai 1943      | Vendu à la Marine égyptienne en 1955, coulé en 1970 par un avion israélien                                  |       |
| Zephyr  | Vickers-Armstrong, Tyneside           | 15 juillet 1943  | Démoli en 1958                                                                                              |       |
| Zambesi | Cammell Laird, Birkenhead             | 12 novembre 1943 | Démoli en 1959                                                                                              |       |
| Zealous | Cammell Laird, Birkenhead             | 28 février 1944  | Vendu à la Marine israélienne en 1955, coulé en 1967 par un missile égyptien                                |       |
| Zebra   | William Denny and Brothers, Dunbarton | 8 mars 1944      | Démoli en 1959                                                                                              |       |
| Zenith  | William Denny and Brothers, Dunbarton | 5 juin 1944      | Vendu à la Marine égyptienne en 1955, modernisé entre mai 1963 et juillet 1964; sert de navire de formation |       |
| Zest    | John I. Thornycroft, Southampton      | 14 octobre 1943  | Démoli en 1970                                                                                              |       |
| Zodiac  | John I. Thornycroft, Southampton      | 11 mars 1944     | Vendu à la Marine israélienne en 1955, retiré du service en 1972                                            |       |